# Oligosarcus solitarius
Oligosarcus solitarius är en fiskart som beskrevs av Menezes, 1987. Oligosarcus solitarius ingår i släktet Oligosarcus och familjen Characidae. Inga underarter finns listade i Catalogue of Life.